# (200218) 1999 TU211
(200218) 1999 TU211 es un asteroide perteneciente al cinturón de asteroides, descubierto el 15 de octubre de 1999 por el equipo del Lincoln Near-Earth Asteroid Research desde el Laboratorio Lincoln, Socorro, Nuevo México.

## Designación y nombre
Designado provisionalmente como 1999 TU211.

## Características orbitales
1999 TU211 está situado a una distancia media del Sol de 2,656 ua, pudiendo alejarse hasta 3,218 ua y acercarse hasta 2,093 ua. Su excentricidad es 0,211 y la inclinación orbital 4,761 grados. Emplea 1581,27 días en completar una órbita alrededor del Sol.

## Características físicas
La magnitud absoluta de 1999 TU211 es 16. Tiene 4 km de diámetro y su albedo se estima en 0,081.